# Levant (vjetar)
Levant ili levanat (franc. levant, tal. levante: istok) je vlažan i hladan istočni vjetar na Sredozemlju, većinom umjeren, a samo katkad jak. Puše kratkotrajno, a popraćen je oblačnim i kišovitim vremenom. 
Kod nas, na istočnoj strani a, levanat je vjetar koji dolazi kao preteča ciklone, na njenom prednjem i vlažnom dijelu. Kao i na Sredozemlju, ne dostiže veće brzine i kratkotrajan je. 
Vidović  u svom radu ponovno oživljava nazive kožoderica lli kožoder za vjetar levanat. Taj naziv je prisutan kod nas jako dugo vremena, a zapisan je u svakako najpoznatijoj hrvatskoj komediji Dundo Maroje (napisana 1551. g.): Neće vazda jednako brijeme bit: za slatkijem ljetom dođe i gorka zima; i ti cvijet od ljeposti, kojom se oholiš, mogao bi i kozomor još potlačit. Kod nas postoje još nazivi levantun za jači istočni vjetar, levantara za jaki, nagli istočnjak. U novije doba, preporuča se zamijeniti naziv ovog vjetra imenom Istočnjak.
U Hrvatskoj se često dešava da iz smjera istoka pušu bura i jugo. Ti vjetrovi, koje nazivamo gregolevanat u slučaju bure ili širokolevanat u slučaju juga, imaju sve karakteristike bure ili juga, samo im je smjer puhanja od istoka. 